# Таратута, Евгения Александровна
Евге́ния Алекса́ндровна Тарату́та (17 мая 1912, Париж — 3 октября 2005, Москва) — советская и российская писательница и литературовед, кандидат филологических наук.

## Биография
Родилась в семье живших в эмиграции революционеров-анархистов. Отец — Александр Григорьевич (Овсей-Меер Гершкович) Таратута (1879—1937), создатель ряда анархических групп, мать — Агния Дмитриевна Маркова. После Февральской революции 1917 года семья вернулась в Россию.
В 1932 году окончила филологический факультет МГУ. Работала в оргкомитете Союза писателей (1932), детской библиотеке в Москве (1933—1937), в журнале «Смена» (1937). В 1934 году был арестован отец и расстрелян в 1937 году, семья выслана в Сибирь. Там работала в Тобольском зооветтехникуме. В 1939 самовольно вернулась в Москву и добилась отмены ссылки для семьи.
Вернувшись в Москву из ссылки, работала в редакции детского журнала «Мурзилка» (1940—1941), на Всесоюзном радио в редакции детского вещания (1943), консультантом в Президиуме АН СССР (1941—1949), с 1949 года работала в ИМЛИ.
В 1950 году была арестована по обвинению в шпионаже, осуждена за «контрреволюционную деятельность» на 15 лет заключения, отправлена в Абезьский лагерь в Коми АССР. Реабилитирована и освобождена в апреле 1954 года, восстановлена на работе в ИМЛИ.
С середины 1950-х годов занималась творчеством Этель Лилиан Войнич, разыскала совершенно забытую писательницу в США, подготовила к публикации в СССР её собрание сочинений. Автор нескольких книг о жизни и творчестве С. М. Степняка-Кравчинского. Мемуарист, автор воспоминаний о Корнее Чуковском, Василии Гроссмане, Норе Галь и других.
Скончалась 3 октября 2005 года. Похоронена в Москве на Старо-Марковском кладбище.
.

## Сочинения
- Наш друг Этель Лилиан Войнич. — М.: Правда, 1957. — 48 с. — (Б-ка «Огонёк» № 42).
- Этель Лилиан Войнич: Судьба писателя и судьба книги. — М.: Гослитиздат, 1960. — 291 с.
  - То же. — [2-е изд., доп.]. — М.: Худ. лит., 1964. — 319 с.
- По следам «Овода». — М.: Детгиз, 1962. — 207 с.
  - То же. — [2-е изд.]. — М.: Дет. лит., 1967. — 224 с.
  - То же. — [3-е изд.]. — М.: Дет. лит., 1972. — 207 с.
  - То же. — 4-е изд., испр. и доп. — Москва : Дет. лит., 1981. — 207 с.
- Подпольная Россия: Судьба книги С. М. Степняка-Кравчинского. — М.: Книга, 1967. — 271 с.
- Русский друг Энгельса: Рассказ об интернациональных связях русского революционера-народника С. М. Степняка-Кравчинского. — М.: Сов. Россия, 1970. — 143 с.
- С. М. Степняк-Кравчинский — революционер и писатель. — М.: Худ. лит., 1973. — 543 с.
- Драгоценные автографы: Кн. воспоминаний. — М.: Сов. писатель, 1986. — 317, [1] с.
- История двух книг: «Подпольная Россия» С. М. Степняка-Кравчинского и «Овод» Э. Л. Войнич. — М.: Худ. лит., 1987. — 254, [1] с.
- Книга воспоминаний. Ч. 2. — М.: Янус-К, 2001. — 96 с.